# Pablo Orbaiz
Pablo Orbaiz Lesaka (Pamplona, Navarra, España, 6 de febrero de 1979) es un exfutbolista español. Es reconocido por haber jugado en el C. A. Osasuna y, principalmente, en el Athletic Club.
Actualmente trabaja en el cuerpo técnico de Ernesto Valverde en el club vizcaíno.

## Trayectoria
Es natural de la pequeña localidad navarra de Elcano. Se formó en las categorías inferiores del Club Atlético Osasuna. El 5 de abril de 1997 debutó con el primer equipo. Tras proclamarse campeón del mundo sub-20 en 1999, fichó por el Athletic Club a cambio de 350 millones de pesetas. Sin embargo, el 12 de agosto de 1999 tras la disputa de un partido ante Osasuna, Luis Fernández decidió que siguiera un año más en Osasuna cedido. El 4 de junio de 2000 logró el ascenso a Primera División con el equipo navarro.
En 2000 se incorporó definitivamente al Athletic Club. Debutó en Primera División el 9 de septiembre de 2000, en el partido Deportivo 2:0 Athletic Club. El 11 de noviembre de 2001 firmó el gol de la remontada exprés ante el Celta de Vigo (2-3) con un lanzamiento de falta directa, el club vasco perdía 2-0 en el minuto 81. El 19 de febrero de 2005 fue capaz de marcar un gol con un disparo de 45 metros al Real Madrid en el Bernabeu, pero el árbitro no lo concedió. A pesar de ello, el equipo venció 0-2. El 7 de mayo de 2006 marcó de penalti en Riazor el gol que significaba la permanencia en la categoría. El 4 de abril de 2011 anotó un gol desde 50 metros a la UD Almería.
Con la llegada de Marcelo Bielsa al banquillo, el jugador no era imprescindible y fue cedido al Olympiacos de Ernesto Valverde. A lo largo de su etapa en el club bilbaíno sufrió una rotura de ligamento cruzado en cada rodilla, la primera tuvo lugar el 4 de enero de 2003 ante el Racing de Santander y la segunda, el 3 de diciembre de 2006, ante el Real Madrid. Con el club griego participó en cuatro partidos de la Liga de Campeones y consiguió dos títulos.
En 2012 fichó por el Rubin Kazan tras rescindir contrato con el Athletic Club. El 14 de febrero disputó el partido de ida de dieciseisavos de final de la Europa League frente al Atlético de Madrid donde anotó el segundo gol de su equipo.
Tras abandonar el equipo ruso, pasó tres temporadas jugando en el CD Valle Egüés de la Tercera División navarra.

### Carrera posterior
En junio de 2018 se unió al cuerpo técnico de la SD Huesca, que encabezaba el argentino Leo Franco, para su debut en Primera División. Desempeñó este puesto durante ocho jornadas, hasta que el técnico fue cesado por malos resultados.En mayo de 2020 se incorporó al CA Osasuna para ser ayudante de César Monasterio en el Juvenil A.
En verano de 2025 se incorporó al Athletic Club como ayudante de Ernesto Valverde.

## Selección nacional
En el año 1999, participó en la Copa Mundial Sub-20 de Nigeria, donde España logró ser campeona. El seleccionador Iñaki Sáez lo designó capitán y fue, por lo tanto, el encargado de levantar el trofeo del campeonato. Algunos de sus compañeros en esa selección fueron Dani Aranzubia, Iker Casillas, Yeste o Xavi.
Ha sido internacional con la selección española en cuatro ocasiones. Su primer partido como internacional lo jugó el 21 de agosto de 2002, en el partido Hungría 1-1 España. Entre noviembre de 2004 y septiembre de 2005 fue incluido en las convocatorias de Luis Aragonés, disputando tres partidos.
También ha disputado partidos internacionales de carácter amistoso con las selecciones de Euskadi y Navarra.

## Clubes
Actualizado el 25 de diciembre de 2017.
| Club                   | País   | Año         | Partidos | Goles |
| ---------------------- | ------ | ----------- | -------- | ----- |
| Osasuna B              | España | 1996 - 1997 | 27       | 2     |
| Osasuna                | España | 1997 - 2000 | 73       | 2     |
| Athletic Club          | España | 2000 - 2011 | 318      | 13    |
| Olympiacos FC (cedido) | Grecia | 2011 - 2012 | 38       | 1     |
| Rubin Kazan            | Rusia  | 2012 -2013  | 36       | 1     |
| CD Valle de Egüés      | España | 2013 -2016  | ?        | ?     |

## Palmarés

### Títulos nacionales
| Título              | Club          | País   | Año  |
| ------------------- | ------------- | ------ | ---- |
| Superliga de Grecia | Olympiacos FC | Grecia | 2012 |
| Copa de Grecia      | Olympiacos FC | Grecia | 2012 |

### Títulos internacionales
| Título         | Equipo | Sede    | Año  |
| -------------- | ------ | ------- | ---- |
| Mundial Sub-20 | España | Nigeria | 1999 |